# Phil Bennion
Phillip Bennion (født 7. oktober 1954) er siden 2012 britisk medlem af Europa-Parlamentet, valgt for Liberal Democrats (indgår i parlamentsgruppen ALDE).